# Beijing X6
Beijing X6 – samochód osobowy typu SUV klasy średniej pod chińską marką Beijing od 2022 roku.

## Historia i opis modelu

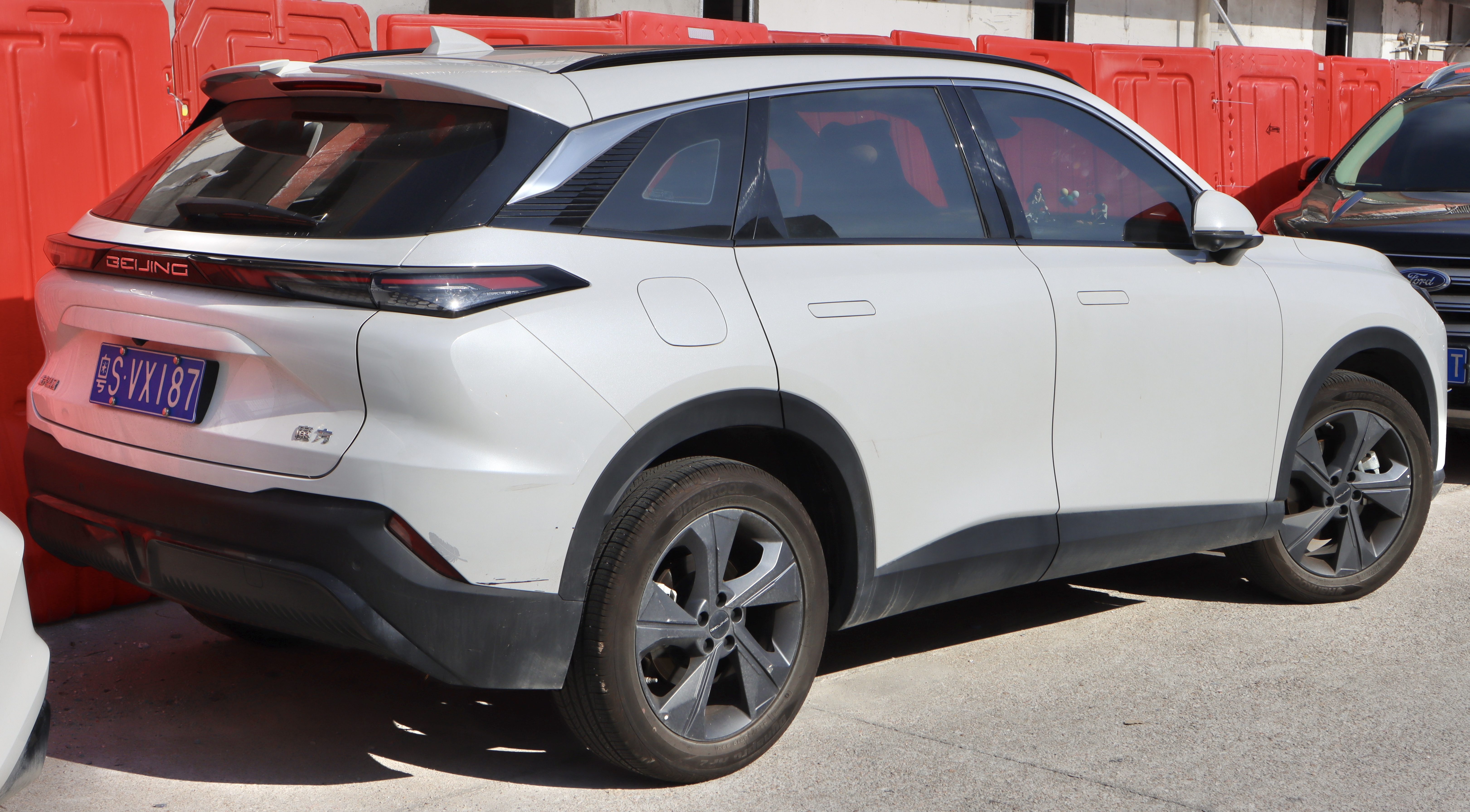
Beijing X6 - tył

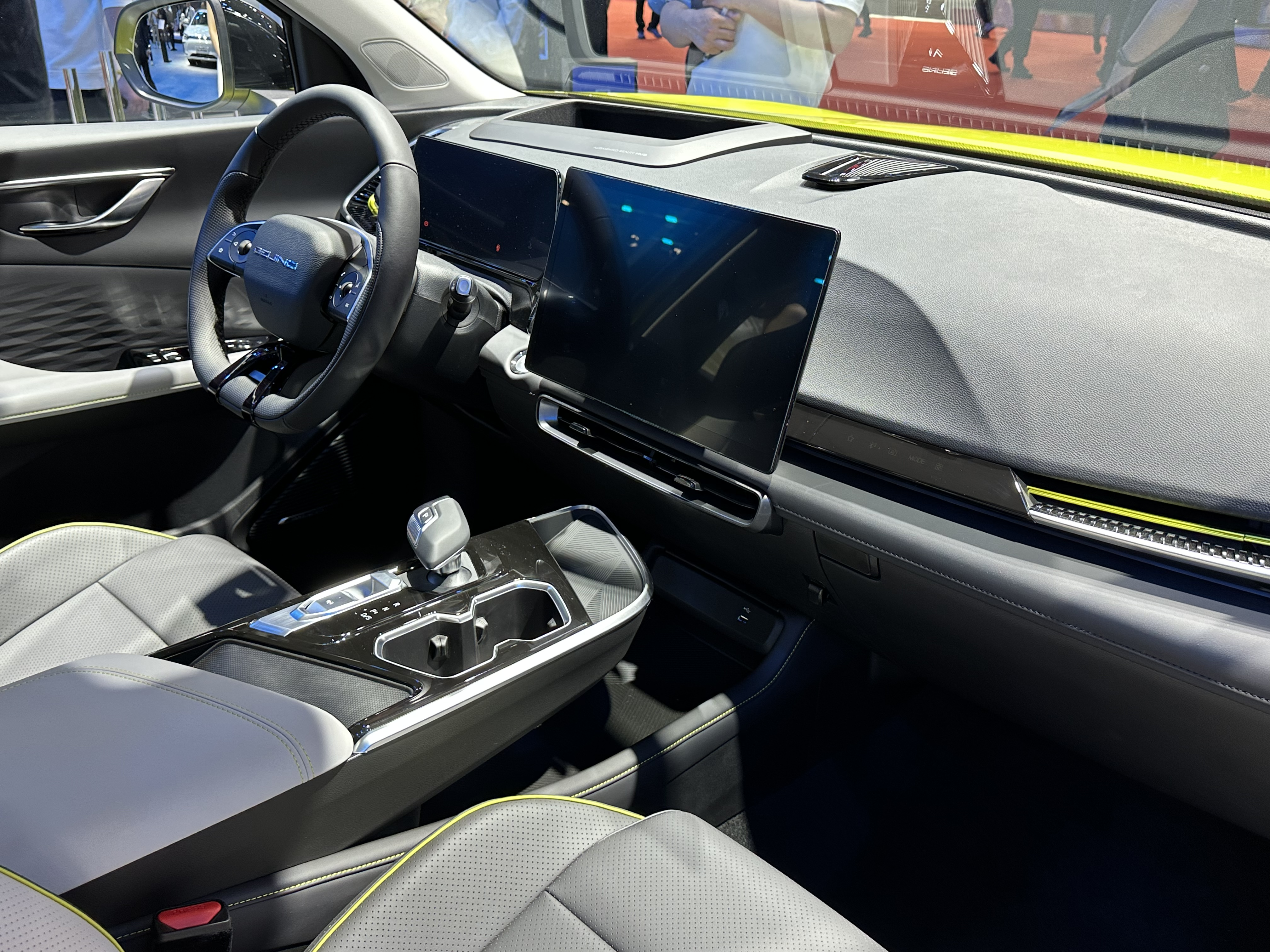
Beijing X6 - kokpit

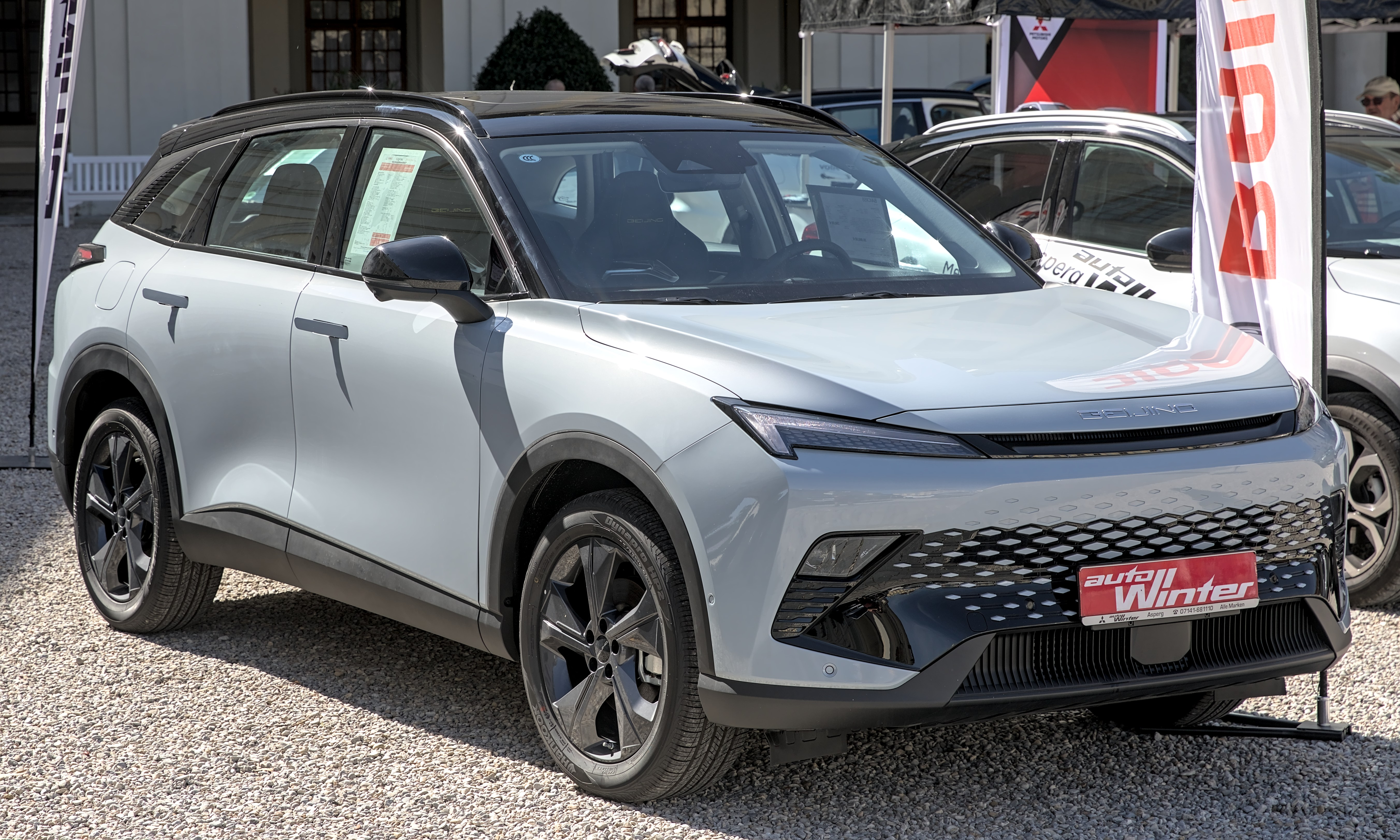
niemiecki BAIC X55

W listopadzie 2021 chiński Beijing zapowiedział powiększenie swojej oferty modelowej o nowego, średniej wielkości SUV-a o nowoczesnym, awangardowym wzornictwie i zaawansowanej technologii. Kluczowym elementem Beijinga X6 stał się system operacyjny HarmonyOS nowej generacji, do którego opracowania doszło w ramach zakrojonej na szeroką skalę współpracy między właścicielem marki Beijing, koncernem BAIC, a gigantem elektronicznym Huawei.
Oficjalna prezentacja Beijinga X6 miała miejsce podczas targów samochodowych Guangzhou Auto Show na początku grudnia 2021 roku, uzupełniając ofertę jako mniejsza, tańsza i mniej bojowo stylizowana alternatywa dla flagowego modelu X7. Samochód upodobniono w obszernym zakresie do rozwiązań stylistycznych zapowiedzianych przy okazji prototypu Beijing Radiance z 2020 roku, wyróżniając się podłużnymi lampami i dużym, trapezoidalnym wlotem powietrza.
Do napędu Beijinga X6 zastosowana została popularna wśród produktów firmy czterocylindrowa, 1,5 litrowa jednostka benzynowa z serii A156T2H o mocy 188 KM i maksymalnym momencie obrotowym 305 Nm, współpracująca z dwusprzęgłową, 7-stopniową automatyczną skrzynią biegów.

### Sprzedaż
Beijing X6 powstał jako strategiczna konstrukcja z punktu widzenia firmy Beijing, mając pomóc w polepszeniu pozycji rynkowej firmy w 2021 roku zmagającej się z niewielką sprzedażą i malejącym udziałem w rynku. Samochód powstał z myślą o wewnętrznym rynku chińskim, trafiając tam do sprzedaży z początkiem 2022 roku. W listopadzie 2022 pod nazwą Beijing X55 samochód trafił do sprzedaży na pierwszym rynku eksportowym, w RPA, z uruchomieniem lokalnej produkcji w 2023 roku. W czerwcu 2023 rozpoczęła się z kolei produkcja i sprzedaż na rynku rosyjskim pod nazwą BAIC X55, wyznaczając do tego zakłady Avtotor w Królewcu. W grudniu tego samego roku samochód zadebiutował na rynku polskim pod nazwą BAIC Beijing 5.

### Silnik
- R4 1.5l 188 KM